# Luca de Castro
Luiz Carlos Osório de Castro ou Luca de Castro (Rio de Janeiro, 28 de setembro de 1953 — Rio de Janeiro, 17 de dezembro de 2023) foi um ator e diretor brasileiro.

## Biografia
Luca de Castro é pai da atriz Carol Castro.
Atuou e dirigiu peças de teatro desde os anos 70. Também esteve em plena atividade na televisão e no cinema, onde também teve algumas experiências como diretor. Um dos fundadores da Cia. Teatro do Nada e atuou como improvisador e também como um dos diretores da Cia. Professor, desde 1994, do Curso de Teatro da Centro Universitário da Cidade do Rio de Janeiro (UniverCidade) com a cadeira de Interpretação para Cinema e Televisão.
Luca faleceu em 17 de dezembro de 2023 aos 70 anos, a causa da morte não foi divulgada.

## Carreira

### Teatro
- 1978–1979 — Lola Moreno de Braulio Pedroso - Ator e Assist. Direção
- 1980 — Uma Noite em Sua Cama de Jean Tardueau - Ator
- 1984–1985 — Pererê de Ziraldo e Luca de Castro - Direção

### Televisão
| Ano       | Título                      | Personagem              | Notas                                                             |
| --------- | --------------------------- | ----------------------- | ----------------------------------------------------------------- |
| 1978      | Ciranda Cirandinha          |                         |                                                                   |
| 1980      | Marina                      | Ronnie                  |                                                                   |
| 1982      | Quem Ama Não Mata           | Amigo de Chico          |                                                                   |
| 1986      | Selva de Pedra              | Antunes                 |                                                                   |
| 1987      | Direito de Amar             | Juca                    |                                                                   |
| 1987      | Bambolê                     | Esteves                 |                                                                   |
| 1989      | Bebê a Bordo                | Amigo de Raio de Luar   |                                                                   |
| 1993      | Missione d'amore            | Rogerio                 |                                                                   |
| 1994      | Você Decide                 | —                       | Episódio: "Expulsão do Paraíso"                                   |
| 1995      | A Próxima Vítima            | Oswaldir                |                                                                   |
| 1997      | A Justiceira                | José                    | Episódio: "Criador e Criatura"                                    |
| 2005      | Bang Bang                   | Campino                 |                                                                   |
| 2006      | O Profeta                   | Tarcísio Gomes          |                                                                   |
| 2008      | Casos e Acasos              |                         | Episódio: "A fuga arriscada, a nova namorada e o recheio do bolo" |
| 2008      | Negócio da China            | Donato                  |                                                                   |
| 2010      | Na Forma da Lei             | Péricles                | Episódio: "Dura Lex, Sed Lex"                                     |
| 2010-2017 | Tromba Trem                 | Capitão Cupim (voz)     |                                                                   |
| 2011      | Insensato Coração           | Marcondes               |                                                                   |
| 2011      | O Astro                     | Joaquim                 |                                                                   |
| 2012      | Lado a Lado                 | Médico                  |                                                                   |
| 2013-2015 | Detetives do Prédio Azul    | Delegado Borges         | Temporadas 3 a 6                                                  |
| 2014      | Império                     | Jonas Podansky          |                                                                   |
| 2014      | As Canalhas                 | Dr. Vicente Almeida     | Episódio: "Margo"                                                 |
| 2015      | Romance Policial – Espinosa | Freire                  | Episódio: "Um Assassino Entre Nós"                                |
| 2016      | E Aí... Comeu?              | Hamilton                |                                                                   |
| 2016      | Êta Mundo Bom!              | Comprador               | Participação Especial                                             |
| 2016      | Velho Chico                 | Dr. Levi                |                                                                   |
| 2017      | Questão de Família          | Gilberto                | Episódio: "Extremo"                                               |
| 2017      | Os Dias Eram Assim          | Dr. Rubens              |                                                                   |
| 2018      | Tempo de Amar               | Deputado Olindo Freitas |                                                                   |
| 2018      | Brasil a Bordo              | Deputado Natari         |                                                                   |
| 2019      | Éramos Seis                 | Dr. Evaristo            |                                                                   |
| 2019      | Stella Models               | Herculano               | Episódio: "Hermínia"                                              |
| 2022      | Sob Pressão                 | Homem na Recepção       | Episódio: "12"                                                    |

### Cinema
| Ano  | Título                               | Personagem            |
| ---- | ------------------------------------ | --------------------- |
| 1975 | Lúcio Flávio, o Passageiro da Agonia | —                     |
| 1984 | Espelho de Carne                     | Comprador no leilão   |
| 1985 | O Homem da Capa Preta                | —                     |
| 1989 | Doida Demais                         | —                     |
| 1995 | Filhas de Yemanjá                    | Amigo de Jorge        |
| 2003 | O Caminho das Nuvens                 | Forógrafo Corcovado   |
| 2007 | Cidade dos Homens                    | Síndico do Condomínio |
| 2007 | Carnaval Blues                       | Giba                  |
| 2008 | Casa da Mãe Joana                    | Bêbado da festa       |
| 2009 | No Meu Lugar                         | Jaime                 |
| 2010 | Transeunte                           | —                     |
| 2012 | Trinta                               | —                     |
| 2012 | E Aí... Comeu?                       | Juiz                  |
| 2019 | Minha Fama de Mau                    | Padrinho              |
| 2022 | Tromba Trem: O Filme                 | Capitão Cupim (voz)   |